# Maria de Bulgària
|  | Per a altres significats, vegeu «Maria de Bulgària (protovestiària)». |

Maria de Bulgària (o Maria Assenina) era la filla del tsar Ivan III Assèn de Bulgària (destronat i exiliat a Constantinoble) i de la princesa romana d'Orient Irene Paleòloga, germana de l'emperador romà d'Orient Andrònic II Paleòleg.
El 1303 va ser casada amb Roger de Flor, recentment nomenat megaduc de l'Imperi Romà d'Orient, a canvi de la seva ajuda contra els turcs. D'aquest matrimoni en nasqué un fill, Rogeró de Flor.